# Uccisione dei piloti alleati
Con uccisione dei piloti alleati si intende l'omicidio dei piloti abbattuti o atterrati in emergenza avvenuti negli ultimi anni della seconda guerra mondiale, in violazione del diritto internazionale.
La maggior parte dei responsabili furono identificati nei funzionari locali del NSDAP e nei membri della polizia criminale e della Gestapo. Alcune fonti documentano più di 300 casi di omicidio e pochi casi di assistenza negata. Nel dopoguerra, le persone coinvolte furono processate e giudicate dai tribunali militari alleati, di questi oltre 150 imputati furono giustiziati.

## Trattamento dei piloti alleati
Nel 1940-1941 i raid aerei effettuati dal Bomber Command della RAF sulla Germania e sulle aree dell'Europa occidentale occupate dai tedeschi non ebbero nessun effetto se non per il numero delle elevate perdite umane e di mezzi impiegati, la strategia cambiò quando entrò in carica il nuovo comandante Arthur Harris all'inizio del 1942, tramite bombardamenti notturni a tappeto con formazioni aeree che contarono fino a 1.000 bombardieri in volo, con l'obiettivo di colpire i centri urbani. Il Bomber Command, dotato di velivoli e attrezzature di puntamento costantemente migliorati, fu rafforzato dal giugno 1943 con i bombardieri della 8ª Air Force statunitense. Dall'autunno 1943, oltre alla base operativa in Inghilterra, gli Alleati ebbero a disposizione il complesso aeroportuale di Foggia dove aveva sede la 15ª Air Force.
Dopo alcune difficoltà iniziali e con perdite talvolta elevate fino alla primavera del 1944, la superiorità aerea alleata fu gradualmente raggiunta dalla metà del 1944. Di norma, le unità britanniche attaccavano di notte e le unità statunitensi durante il giorno, con gli statunitensi che miravano a distruggere meno aree urbane e residenziali rispetto a obiettivi puntuali come industrie o infrastrutture di trasporto.
Il trattamento dell'equipaggio, abbattuto o atterrato in emergenza per cause tecniche in territorio nemico, fu regolato dalla Convenzione dell'Aia del 1907 e dalla Convenzione di Ginevra del 1929 sul trattamento dei prigionieri di guerra: entrambi gli accordi internazionali furono riconosciuti dal Reich tedesco e rimasero in vigore de jure fino alla fine della guerra; nello specifico, la Convenzione di Ginevra affermava:"Essi devono essere sempre trattati con umanità e, in particolare, protetti contro atti di violenza, insulti e curiosità pubblica. La rappresaglia contro di loro è vietata."

### Leadership nazista e raid aerei

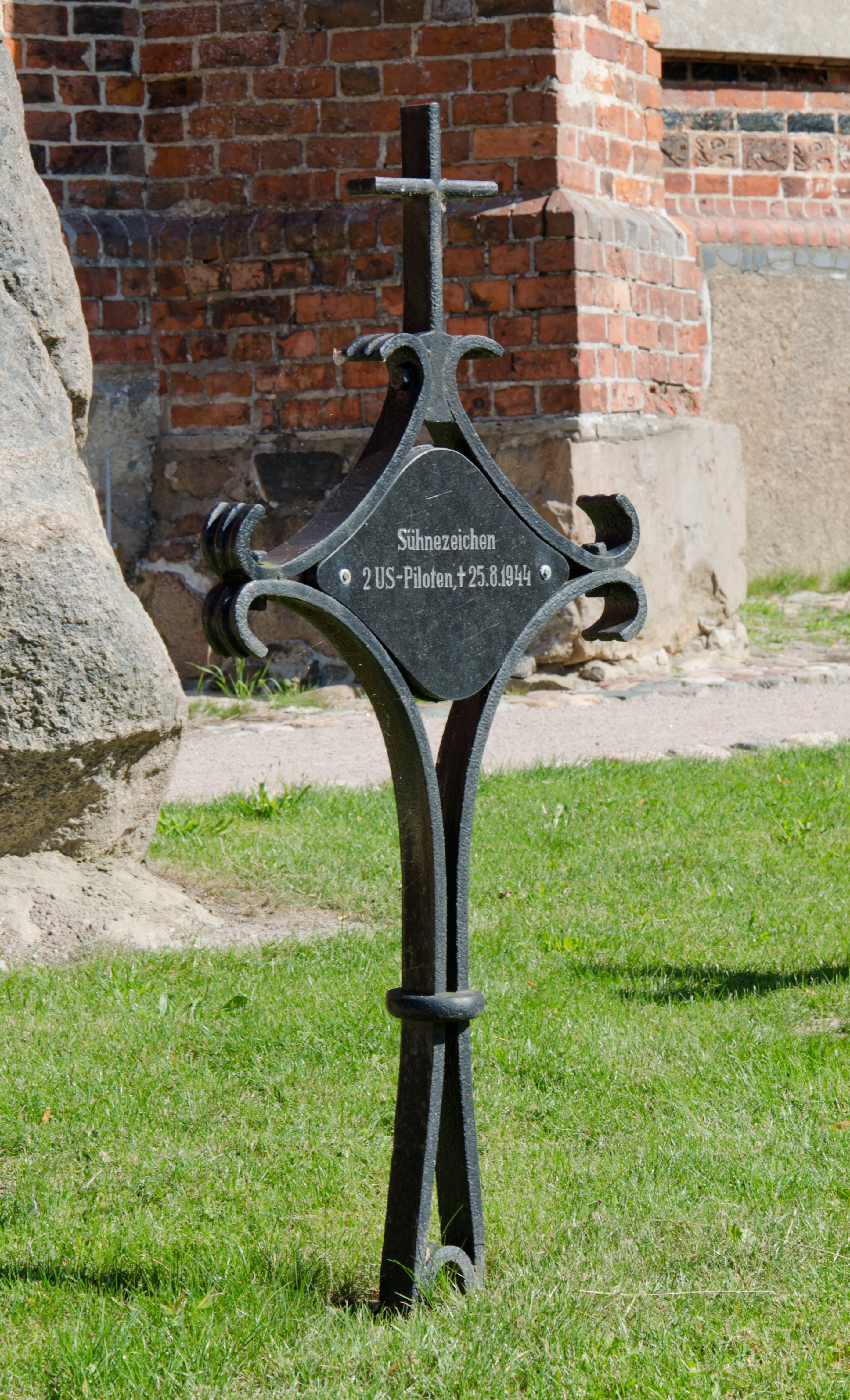
Croce commemorativa per i piloti statunitensi assassinati a Steffenshagen. In questo caso, l'autore del reato fu un "capo contadino" locale.

Nell'ottobre 1942, Hitler emanò l'Ordine Commando per eliminare le cosiddette "squadre di sabotaggio dei britannici e dei loro complici", sia se riconoscibili dalle uniformi o che fossero disarmati, "in battaglia o in fuga", fatta eccezione per i piloti e gli equipaggi nemici sopravvissuti all'abbattimento o costretti all'atterraggio.
Heinrich Himmler, in qualità di Reichsfuhrer-SS, nella direttiva del 10 agosto 1943 dichiarò che "non era compito della polizia essere coinvolta nelle controversie tra tedeschi e terroristi inglesi e americani". L'istruzione fu impartita ai comandanti dell'Ordnungspolizei e del Sicherheitsdienst, e quindi portata all'attenzione dei dipartimenti subordinati e dei Gauleiter. Ernst Kaltenbrunner, capo dell'Ufficio Centrale per la Sicurezza del Reich, ribadì questa istruzione il 5 aprile 1944 e annunciò che Himmler avrebbe preso in "custodia protettiva" i casi minori per non meno di 14 giorni, mentre per i casi gravi in cui le persone si comportarono in modo indegno per "incompresa pietà verso i piloti nemici catturati" ordinò il ricovero in un campo di concentramento.
A nome del NSDAP, Martin Bormann inviò una circolare segreta ai Reichsleiter, Gauleiter e Kreisleiter del partito alla fine di maggio 1944:
È successo più volte che i membri dell'equipaggio che si erano lanciati o avevano effettuato un atterraggio di emergenza sono stati linciati sul posto dalla popolazione estremamente indignata subito dopo essere stati arrestati.
Non c'è stata alcuna azione giudiziaria da parte della polizia o penale nei confronti dei compagni coinvolti.»
La circolare di Bormann doveva essere consegnata oralmente ai capigruppo locali. Il Gauleiter di Amburgo Karl Kaufmann confermò nel processo di Norimberga che fu "chiaro dalla formulazione" della circolare che doveva essere incoraggiata la non interferenza negli episodi di linciaggio. Nel luglio 1944, Wilhelm Keitel, capo dell'Oberkommando der Wehrmacht, parlò di "auto-aiuto della popolazione" e considerò prevenuto che i soldati proteggessero gli Alleati:"Nessun concittadino tedesco può comprendere un simile comportamento delle nostre forze armate". Ancora nel febbraio e nel marzo 1945, il Gauleiter Albert Hoffmann emise un ordine per cui i piloti alleati dovevano essere esposti alla cosiddetta "rabbia del popolo".

### Numeri e responsabilità
Il numero esatto di uccisioni non è noto: sono stati accertati 225 casi ma il numero totale è stimato a 350, oltre ad altri 60 piloti maltrattati. Almeno 100 piloti furono linciati in Austria. I primi casi documentati si sono verificati il 25 luglio 1943 vicino a Lubecca, in relazione al bombardamento di Amburgo, nell'Operazione Gomorrah.
Per il luglio 1944 sono stati documentati 24 casi di uccisioni e 11 casi di abusi. Nel gennaio 1945 i numeri stavano diminuendo leggermente, con 37 omicidi e 2 abusi nel marzo 1945. Gli obiettivi dei bombardamenti furono localizzati in Assia, nell'area a sud di Wolfsburg e nella regione della Ruhr: nello specifico della Ruhr, il numero di casi non aumentò durante il picco dei raid aerei britannici nella Battaglia della Ruhr, tra marzo e luglio 1943 ma nell'ottobre 1944.
Per quanto riguarda le responsabilità, si possono dividere in due gruppi principali: il gruppo dei rappresentanti locali del NSDAP ed il gruppo formato dai membri della polizia criminale e della Gestapo. Gli agenti di polizia locale furono responsabili di occasionali casi di uccisioni e più spesso di maltrattamenti nell'immediato dell'arresto. In alcuni casi, gli omicidi furono commessi dai soldati della Wehrmacht e in altri casi fu coinvolta la popolazione locale, parallelamente le aggressioni furono documentate come iniziative da parte di una "folla inferocita". La storica Barbara Grimm giunge alla seguente valutazione:
Per ordine del leader distrettuale Benedikt Kuner, il 21 luglio 1944 furono uccisi cinque piloti statunitensi a Schollach, nella Foresta Nera. Nell'agosto del 1944, il capo della polizia di Saarbrücken, Fritz Dietrich, ordinò di sparare ai piloti statunitensi in custodia nelle diverse stazioni di polizia, furono prelevati dall'85. SS-Standarten e fucilati nel bosco.

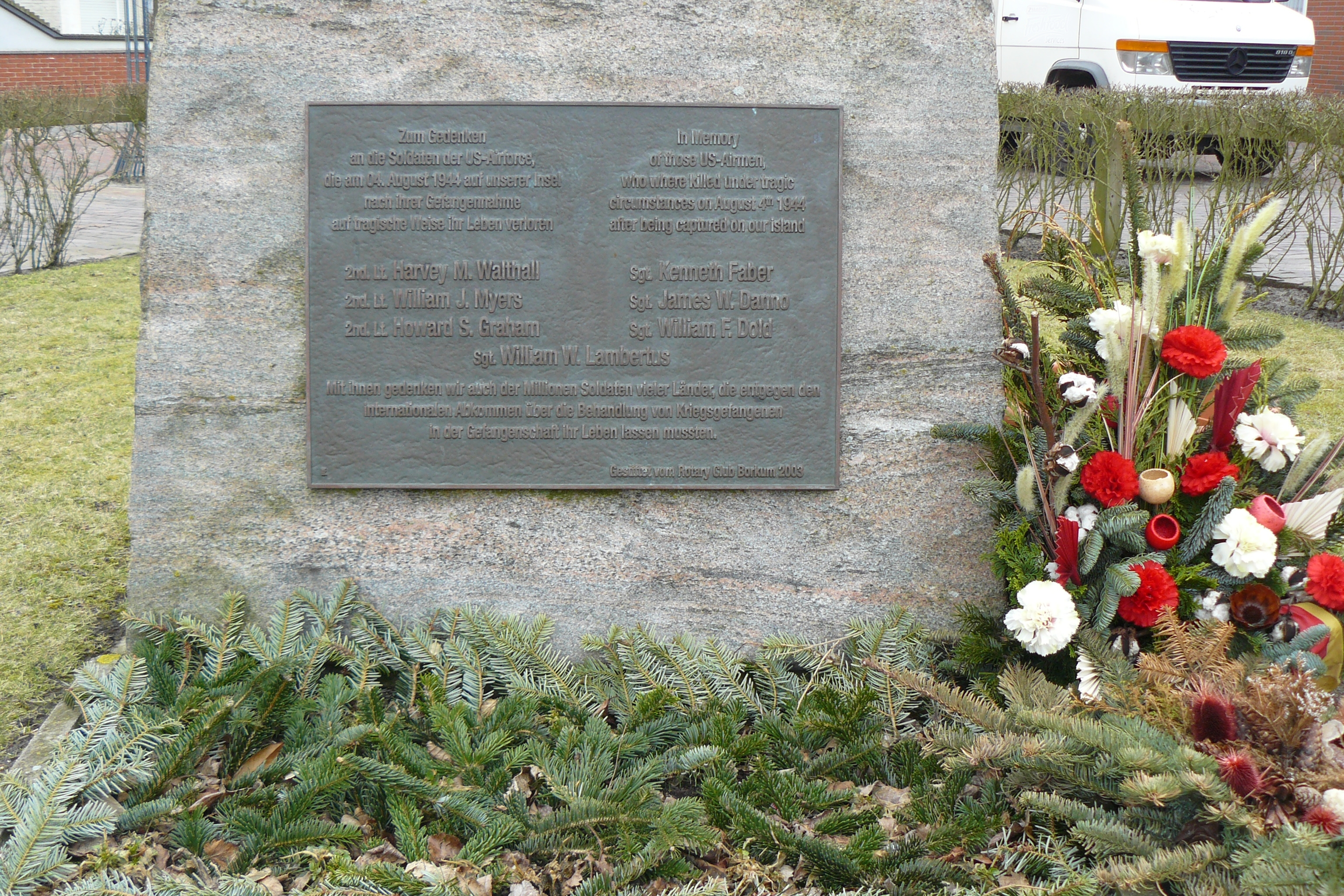
Pietra commemorativa posta a Borkum.

Durante i raid aerei sull'isola di Borkum nel Mare del Nord il 4 agosto 1944, sette membri dell'equipaggio di un bombardiere statunitense effettuarono un atterraggio di emergenza, furono picchiati fino a quando un soldato tedesco uccise l'intero equipaggio. Dal 2003 è stata posta una lapide commemorativa, alla cerimonia ufficiale erano presenti due ex membri dell'equipaggio sopravvissuti perché riuscirono a lanciarsi dall'aereo prima dell'atterraggio di emergenza.
Il 26 agosto 1944, sei piloti statunitensi furono assassinati a Rüsselsheim e altri due rimasero gravemente feriti, furono abbattuti nel nord della Germania e dovevano essere portati in treno al campo di transito di Oberursel. La sera precedente, la RAF lanciò un pesante attacco su Rüsselsheim riuscendo ad interrompere la linea ferroviaria e pertanto, i piloti statunitensi furono condotti a piedi attraverso la città. Quando i prigionieri furono aggrediti e picchiati con mazze, pale e martelli le guardie tedesche non intervennero, i prigionieri rimasero immobili a terra e il leader locale dell'NSDAP sparò a quattro di loro. Due piloti riuscirono a fuggire gravemente feriti perché si finsero morti. Cinque dei responsabili furono impiccati il 10 novembre 1945 nel cortile della prigione di Bruchsal. Il 31 agosto 2004 a Rüsselsheim fu posto un memoriale per commemorare gli omicidi.
Il 10 settembre 1944, il pilota di caccia USAAF, il maggiore John R. Reynolds, fu abbattuto sopra Ingolstadt. Per evitare le vittime civili, portò il suo P-51 "Mustang" a schiantarsi su un edificio residenziale, lanciandosi con il paracadute solo da un'altezza di 50 metri; rimase leggermente ferito durante l'atterraggio e fu catturato dalla polizia. Con un pretesto, Georg Sponsel, capo del distretto di Ingolstadt e fanatico nazista, si consegnò ai prigionieri di guerra e gli sparò.
Intorno al 29 settembre 1944, un pilota statunitense fu paracadutato vicino a Bad Neustadt an der Saale e, poco dopo l'atterraggio, fu portato alla stazione di polizia locale di Bastheim: lo stesso giorno, l'aereo fu prelevato e poco dopo il pilota fu colpito alle spalle, in modo da far sembrare che il pilota fosse stato "colpito mentre cercava di scappare".

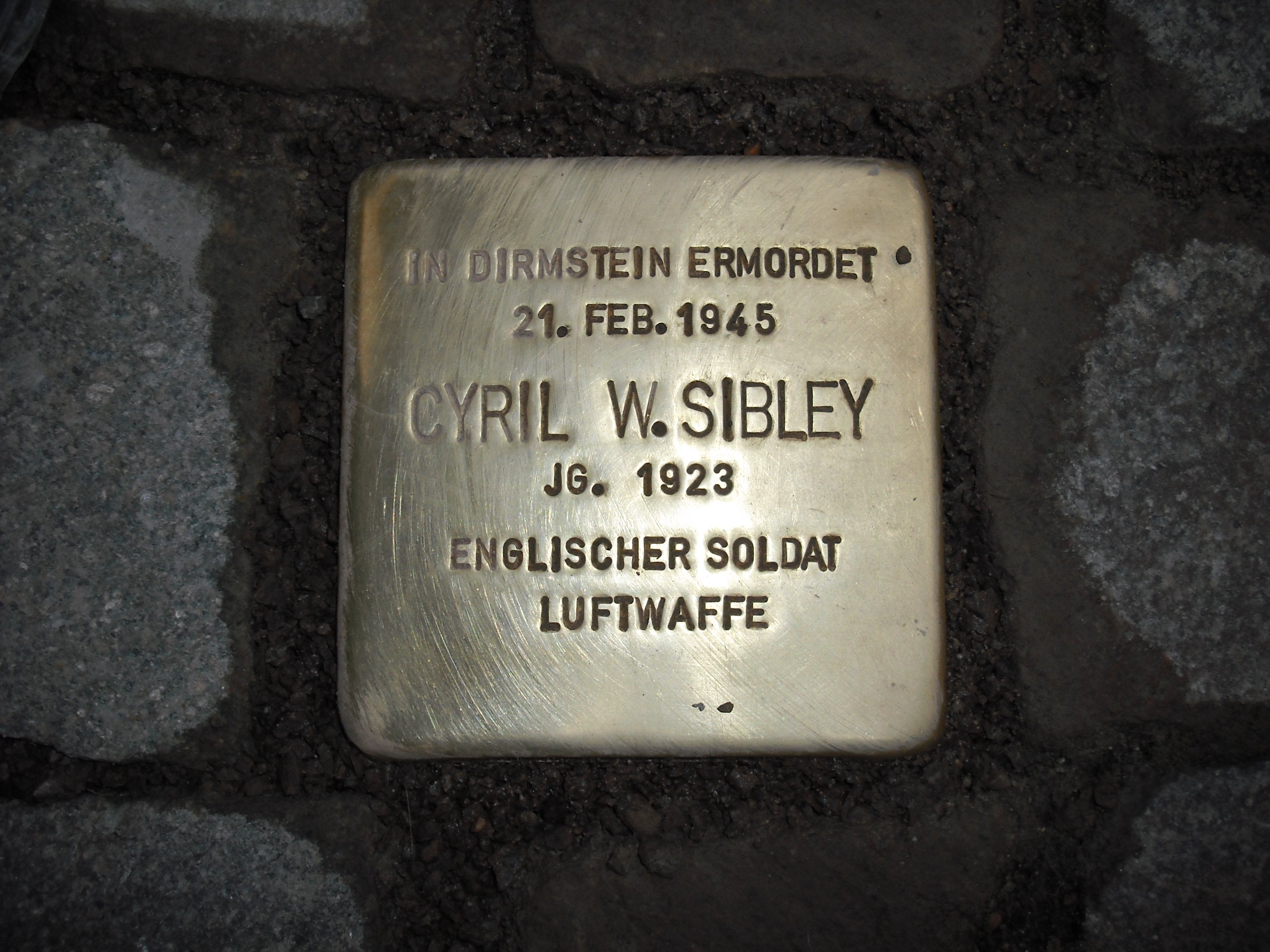
Pietra d'inciampo per Cyril William Sibley.

Cyril William Sibley, sergente della RAF di 21 anni, sopravvisse all'abbattimento del suo aereo, sopra il Vorderpfalz vicino a Dirmstein, nel febbraio 1945. Fu ucciso poco dopo da Adolf Wolfert, un leader locale, lo stesso Wolfert fu condannato a morte insieme ad altri complici nel crimine, tutti giustiziati con sentenza di un tribunale militare britannico nel 1946. Dal 2009, una pietra d'inciampo commemora Sibley a Dirmstein.
Il 5 novembre 1944, dopo l'attacco a Solingen, quattro soldati alleati in uniforme canadese - Ernest Crossley, Jack Lupinsky, Allan Gilchrist Samuel e Matthew Dorrell - colpiti durante l'attacco del 2 novembre dovevano essere trasferiti a Düsseldorf per l'interrogatorio. Di fronte al municipio di Solingen c'era un piccolo gruppo di uomini delle SA, di soldati della Wehrmacht e di altri civili. I prigionieri furono aggrediti dalla folla e morirono in strada. Due responsabili furono incriminati nel 1947 in un tribunale militare britannico: il leader delle SA Erich Wilinski fu condannato a morte e il soldato Hans Kühn a 20 anni di prigione, successivamente la pena di Wilinski fu ridotta a 20 anni di prigione e, come per Hans Kühn, rilasciato dalla prigione di Werl nel 1957.
Tra il 27 ottobre e il 10 dicembre 1944, tre piloti britannici abbattuti dopo il raid aereo su Gießen del 6 dicembre 1944 furono fucilati dagli agenti di polizia vicino a Gladenbach e Oberlemp nell'Assia centrale insieme ad un pilota statunitense.
Il 4 marzo 1945, a Graz, quattro piloti canadesi furono linciati dai membri delle SS e del Volkssturm: quando la polizia recuperò le armi di servizio, la folla lasciò libero il quinto membro dell'equipaggio, fingendo un'esecuzione la polizia permise al prigioniero di scappare.
Il 16 marzo 1945 ci fu un raid aereo su Würzburg, un membro dell'equipaggio dell'aereo abbattuto fu ucciso a Sommerhausen.

## Processi
Dopo la resa incondizionata della Wehrmacht, i processi per l'uccisione e il maltrattamento dei piloti alleati furono tra i primi processi penali celebrati dai tribunali militari alleati in Germania. Nei soli processi di Dachau furono tenute 200 procedure. Entro il 1º maggio 1947, 27 processi si svolsero nei tribunali britannici e canadesi, diversi altri casi di assassinio furono tenuti nei processi di Curiohaus. Altri otto procedimenti si svolsero nella precedente SBZ o nella successiva RDT.
Nei casi esaminati a Dachau, gli imputati furono accusati di aver violato il diritto internazionale, vale a dire la Convenzione dell'Aia del 1907 e la Convenzione di Ginevra del 1929, entrambe relative al trattamento dei prigionieri di guerra, arrivando a formulare l'accusa di un "progetto comune" per commettere tali reati. I verdetti dei tribunali militari potevano essere rivisti su richiesta. A tale scopo esisteva un cosiddetto Review Board dell'esercito statunitense, per verificare i giudizi pronunciati e formulare le relative raccomandazioni al comandante in capo in Europa. Pur avendo il diritto di modificare o confermare i giudizi, la revisione delle sentenze tese più al perdono che alla pena.

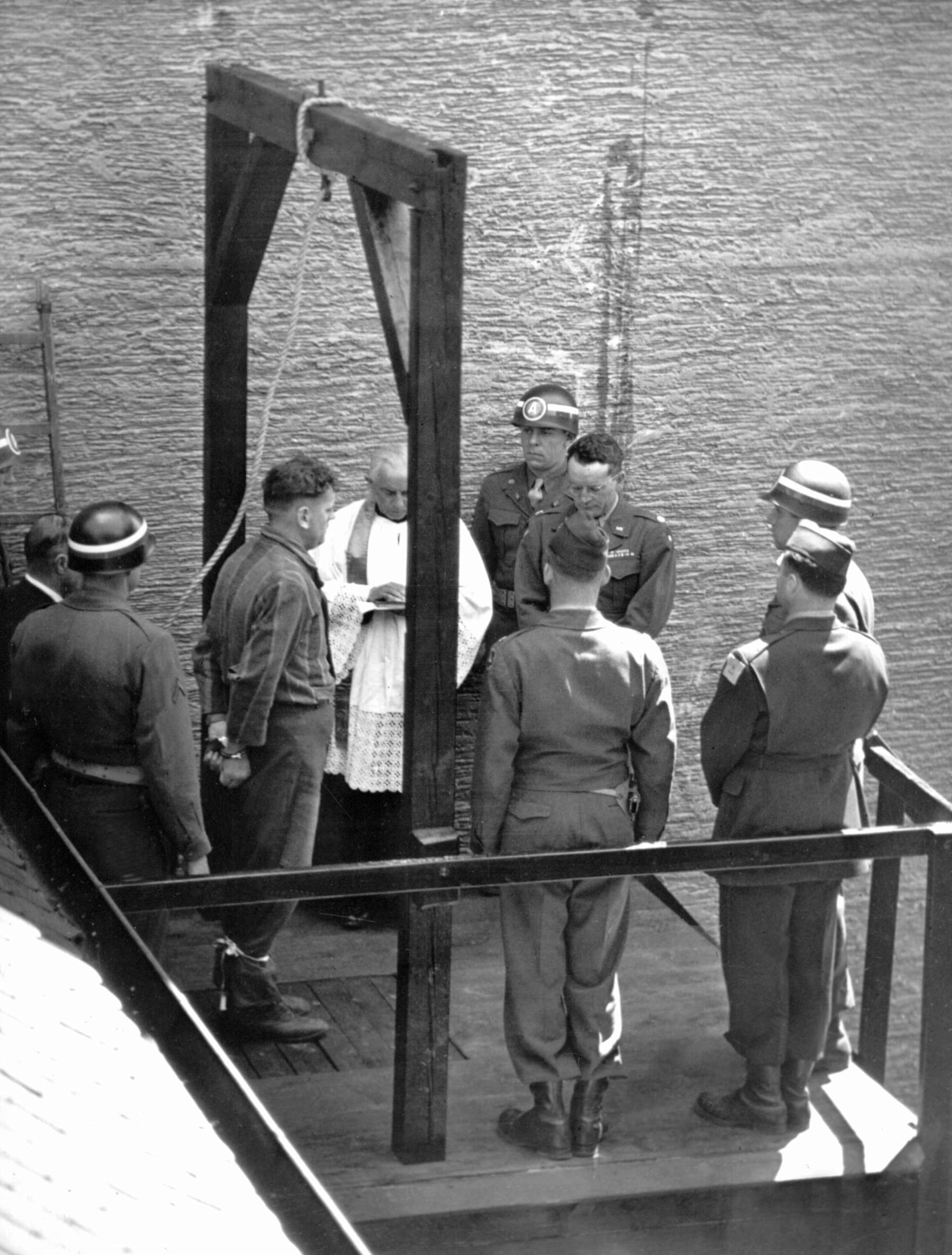
Esecuzione nel cortile della prigione di Landsberg am Lech, 1946.

Di particolare importanza fu il processo contro l'SS-Obergruppenfuhrer Jürgen Stroop e altri 20 imputati, tenuto dal 10 gennaio al 21 marzo 1947: in questo procedimento furono analizzati vari episodi avvenuti in Assia contro i piloti. Stroop fu sotto processo come SS- und Polizeiführer "Rhein-Westmark", mentre gli altri imputati facevano capo alle SS e alla Gestapo. Gli ordini e le istruzioni simili a quella emanata da Himmler il 10 agosto 1943 furono oggetto di discussione e furono il motivo per cui il tribunale militare accettò la tesi di un "disegno comune". Inoltre, durante il processo furono discusse le gerarchie, nonché i canali di servizio e di comando. Gli imputati invocarono spesso di aver agito secondo ordini superiori, affermando di conoscere gli ordini di uccidere i piloti. 13 imputati furono condannati a morte; 3 di queste condanne furono successivamente commutate in ergastolo. Gli altri imputati furono condannati da 3 a 15 anni di reclusione. Jürgen Stroop, già condannato a morte, fu estradato in Polonia, dove fu nuovamente processato e condannato a morte come responsabile della repressione della rivolta del ghetto di Varsavia e quindi giustiziato nel 1952.
Il leader del distretto di Ingolstadt, Sponsel fu condannato e giustiziato nel 1947. In altri processi, il Gauleiter Friedrich Hildebrandt fu condannato a morte a Dachau il 31 maggio 1947, insieme ad altri funzionari del partito. In quattro casi, i piloti fatti prigionieri furono uccisi secondo gli ordini. L'ex capo della polizia di Langenselbold Alfred Bury fu condannato a morte il 15 luglio 1945 insieme ad altri cinque imputati. Nel dicembre 1944, Bury ordinò l'uccisione di un pilota statunitense che si era salvato. Tra gli imputati ci furono gli agenti di polizia che avevano sparato a Bury e i superiori che avevano dato gli ordini in tal senso. Il 30 ottobre 1947 il medico Alois Grisl fu condannato all'ergastolo. Nel luglio 1944, Grisl si rifiutò di fornire l'assistenza medica necessaria a un pilota statunitense abbattuto vicino a Molln nell'Alta Austria. La condanna di Grisl fu successivamente rivista e ridotta a 15 anni di carcere. Nella prigione per criminali di guerra di Landsberg, furono eseguite complessivamente 82 condanne a morte.
Anche Eberhard Schöngarth fu tra i giustiziati, fu condannato a morte da un tribunale militare britannico nel febbraio 1946 per aver sparato a un pilota alleato vicino a Enschede nel novembre 1944 e giustiziato nella prigione di Hameln.
Il generale August Schmidt fu condannato nel 1947 per aver dato gli ordini secondo cui i piloti alleati catturati non dovevano essere protetti dalle guardie tedesche, in seguito la condanna all'ergastolo fu ridotta a dieci anni in appello.

## Italia e Giappone
Nell'ottobre del 1935 l'Italia fascista invase l'Impero d'Etiopia, conquistando il paese in una feroce guerra. Il destino dei piloti italiani Tito Minniti e Livio Zannoni, uccisi dopo un atterraggio di emergenza del loro aereo da ricognizione fu sfruttato dal fascismo a scopo di propaganda: furono diffusi vari rapporti, a volte anche contraddittori, sul loro crudele destino; le reali circostanze della loro morte non poterono essere chiarite.
Tre degli otto piloti statunitensi catturati che presero parte al Raid su Tokio di Doolittle del 1942 furono giustiziati per ordine della leadership giapponese nella città occupata di Shanghai.